# Sandviș de pâine prăjită
Un sandviș de pâine prăjită (cunoscut și sub numele de sandviș de pâine) este un sandviș în care umplutura dintre cele două felii este ea însăși o felie subțire de pâine prăjită, pe care poate fi întinsă unt. O rețetă din 1861 spune să adaugăm sare și piper pentru un gust mai intens.

## Istoric
Sandvișul de pâine prăjită este menționat în surse culinare din secolul al XIX-lea, fiind apreciat pentru simplitatea și rapiditatea preparării. O rețetă timpurie apare în cartea Mrs Beeton's Book of Household Management (1861), unde se recomandă folosirea untului, a sării și a piperului pentru a spori savoarea.

## Variante
Sandvișul poate fi servit cald sau rece, iar uneori pâinea prăjită din interior este unsă cu gem, miere sau chiar cremă de brânză, în funcție de preferințe. În unele regiuni, se adaugă și alte ingrediente simple, precum felii subțiri de brânză sau legume.

## Popularitate
Deși nu este la fel de răspândit ca alte tipuri de sandvișuri, sandvișul de pâine prăjită este considerat o gustare rapidă și ieftină, populară mai ales în Marea Britanie și în unele zone din Statele Unite.

## Rețeta victoriană
O rețetă pentru sandvișuri cu pâine prăjită este inclusă într-o secțiunea de gătit a cărții din 1861 de Isabella Beeton.

## Versiuni moderne
În noiembrie 2011, sandvișul de pâine prăjită a fost recreat de către Societatea Regală de Chimie într-o degustare organizată cu ocazia împlinirii a 150 de ani de la lansarea "Cărții Managementului Casei" de Isabella Beeton. Societatea a încercat să readucă în atenție această mâncare uitată în urma Marii Recesiuni, după ce a calculat costul sandvișului la doar 0,075 lire sterline pe bucată. Ei l-au numit "începutul de prânz economic al țării" și au oferit 200 de lire sterline oricui ar fi putut crea un meniu mai ieftin. Datorită numărului mare de înscrieri, oferta a fost închisă după șapte zile, iar suma de 200 de lire sterline a fost acordată unui participant ales la întâmplare.

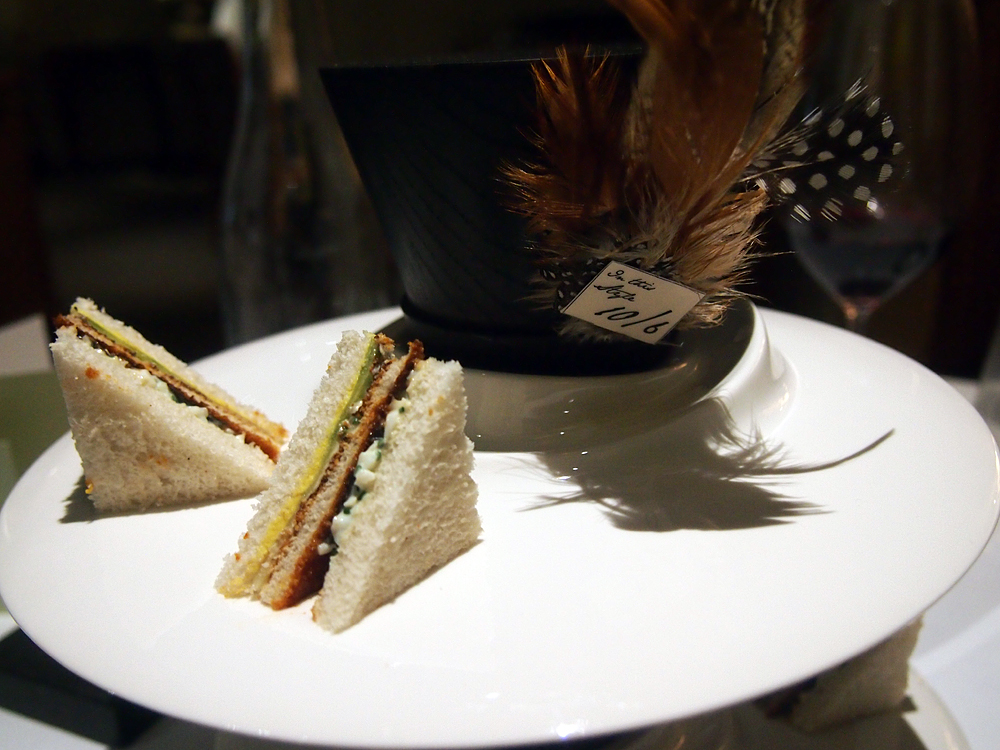
Sandvișul de pâine prăjită servit ca un fel de mâncare în restaurantul lui 's The Fat Duck

În restaurantul Heston Blumenthal⁠(d)'s The Fat Duck, 12 sandvișuri de pâine prăjită sunt servite ca un fel de garnitură. Un fel de mâncare principală inspirat de Alice în Țara Minunilor. Rețeta lui Blumenthal pentru sandvișul de pâine prăjită include salată de măduva osoasă, gălbenuș, muștar, gastrique, maioneză și ketchup. 

## Acoperirea mediei în Statele Unite
Mike Vago, de la Clubul A.V. a descris-o ca fiind o "extravagantă a blândeții". Articolul Daily Meal "12 sandvișuri care îți schimbă viața pe care nu le-ai auzit niciodată" a spus că sandvișul de pâine prăjită "nu era atât de bun ... Din fericire, dadaiștii nu au mai inventat sandvișe după aceea".
Sandvișul de pâine prăjită a fost discutat pe The Leonard Lopate Show într-un interviu cu Dan Pashman. Hostul Leonard Lopate a comentat, "îmi pare ciudat". Panelistii de la emisiunea de jocuri Wait Wait... Don't Tell Me! fiecare a încercat sandvișul de pâine prăjită. Hostul Peter Sagal a remarcat: "Aceasta este echivalentul culinar al unei picturi Rothko. Sau este ca un sandviș de Marcel Duchamp!